# Klinci
Klinci (izvirno srbsko Клинци) je naselje v Srbiji, ki upravno spada pod Mesto Valjevo; slednja pa je del Kolubarskega upravnega okraja.
- Vas Klinci - panorama
- Vas Klinci - panorama
- Vas Klinci - panorama
- Vas Klinci - panorama
- Vas Klinci - panorama
- Село Клинци - панорама
- Село Клинци - панорама
- Село Клинци - панорама
- Село Клинци - панорама
- Село Клинци - панорама
- Село Клинци - панорама

## Demografija
V naselju živi 233 polnoletnih prebivalcev, pri čemer je njihova povprečna starost 45,7 let (44,6 pri moških in 46,8 pri ženskah). Naselje ima 84 gospodinjstev, pri čemer je povprečno število članov na gospodinjstvo 3,20.
To naselje je, glede na rezultate popisa iz leta 2002, večinoma srbsko.
|  |

| Demografija | Demografija     | Demografija     |
| Leto        | Št. prebivalcev | Št. prebivalcev |
| ----------- | --------------- | --------------- |
|             |                 |                 |
|             |                 |                 |
|             |                 |                 |
|             |                 |                 |
| 1948        | 262             |                 |
| 1953        | 238             |                 |
| 1961        | 251             |                 |
| 1971        | 244             |                 |
| 1981        | 236             |                 |
| 1991        | 220             | 219             |
| 2002        | 269             | 269             |
| 2011        | {{{п2011}}}     | (prvi rez.)     |

| Etnična sestava po popisu iz leta 2002 | Etnična sestava po popisu iz leta 2002 | Etnična sestava po popisu iz leta 2002 | Etnična sestava po popisu iz leta 2002 | Etnična sestava po popisu iz leta 2002 |
| -------------------------------------- | -------------------------------------- | -------------------------------------- | -------------------------------------- | -------------------------------------- |
| Srbi                                   | Srbi                                   |                                        | 267                                    | 99,25%                                 |
| Rusi                                   | Rusi                                   |                                        | 1                                      | 0,37%                                  |
| Neznano                                | Neznano                                |                                        | 0                                      | 0,0%                                   |